# Vera Cruz Coutinho
Vera Cruz Coutinho (Formiga, 19 de julho de 1931) é uma pedagoga e política brasileira do estado de Minas Gerais.
Vera Cruz Coutinho foi vereadora de Belo Horizonte no período de 1976 a 1982 e deputada estadual em Minas Gerais, na 10ª legislatura (1983-1987), pelo PMDB.